# Július Lenko
Július Lenko (pseudonymy Elo Strmina, J. Oknel, Valaská a i.) (10. prosince 1914, Hybe – 18. ledna 2000, Bratislava) byl slovenský básník a překladatel.

## Životopis
Narodil se 10. prosince v Hybe a vzdělání získával v Liptovském Mikuláši a v Bratislavě, kde studoval slovenštinu a němčinu na Filozofické fakultě Univerzity Komenského. Po ukončení vysokoškolského studia v roce 1939 působil jako středoškolský profesor v Humenném a Prešově, v letech 1945 – 1957 učil v Liptovském Mikuláši. V roce 1957 začal pracovat na pověřenectvu školství a kultury v Bratislavě, od roku 1960 pracoval jako redaktor vydavatelství Tatran, kde setrval až do odchodu do důchodu v roce 1977.
Jeho život a dílo mapuje i dokumentární film Július Lenko (STV Bratislava 1997, cyklus Portréty, scénář a režie Fedor Bartko).

## Tvorba
Svá první literární díla začal uveřejňovat už během středoškolských studií v časopisech Slovenský ľud, Nový rod a Svojeť, později publikoval i v časopisech Slovenské smery, Slovenské pohledy, Elán, Pero a Nové slovo. Knižně debutoval v roce 1941 sbírkou básní V nás a mimo nás. Jeho tvorba byla silně ovlivněna poetismem a nadrealismem, ale i spisovateli jako Emil Lukáč, Laco Novomeský, Ivan Krasko, ze zahraničních pak zejména Jiří Wolker. Ve svých začátcích se věnoval tématům dobového vystěhovalectví a milostné lyrice, později se v jeho tvorbě objevovala i témata války, utrpení, později i vzpomínky na dětství a mládí. Kromě vlastní tvorby se věnoval i překládání z němčiny (Johann Wolfgang Goethe, Friedrich Schiller, Bertold Brecht, Heinrich Heine, Hermann Hesse, Novalis aj.), francouzštiny (Jean de La Fontain) a ruštiny (Alexandr Sergejevič Puškin, Nikolaj Alexejevič Někrasov, Ivan Andrejevič Krylov). Zasloužil se o založení Muzea Janka Krále v Liptovském Mikuláši.

## Dílo
- Seznam děl v Souborném katalogu ČR, jejichž autorem nebo tématem je Július Lenko

### Poezie
- 1941 - V nás a mimo nás
- 1946 - Pohoří beznaděje
- 1947 - Hvězdy ukrutníci
- 1948 - Vzpomínková báseň
- 1962 - Z Tvého stolu
- 1970 - Objetí
- 1974 - Stužková slavnost
- 1981 - Čekej mě při pampeliška
- 1989 - Nabírání živé vody
- 1993 - Smutek zelených stromů
- 1998 - Večerní verše

### Výběry
- 1964 - V nás a mimo nás
- 1969 - Nostalgie
- 1973 - Rozkmitané struny
- 1979 - Mezi tebou a mnou
- 1989 - Pokud jednou si zamiloval

## Ocenění
- Roku 1985 Národní umělec